# 薄果荠
薄果荠（学名：Hymenolobus procumbens）是十字花科薄果芥属的植物。分布于北美、大洋洲、欧洲、亚洲以及中国大陆的新疆等地，生长于海拔350米至4,000米的地区，多生长在低海拔荒漠，目前尚未由人工引种栽培。生在低海拔荒漠。欧洲、亚洲、北美、大洋洲均有分布。中国分布于新疆。模式标本采自欧洲。
种名procumbens意为平卧的。